# جذر سامي

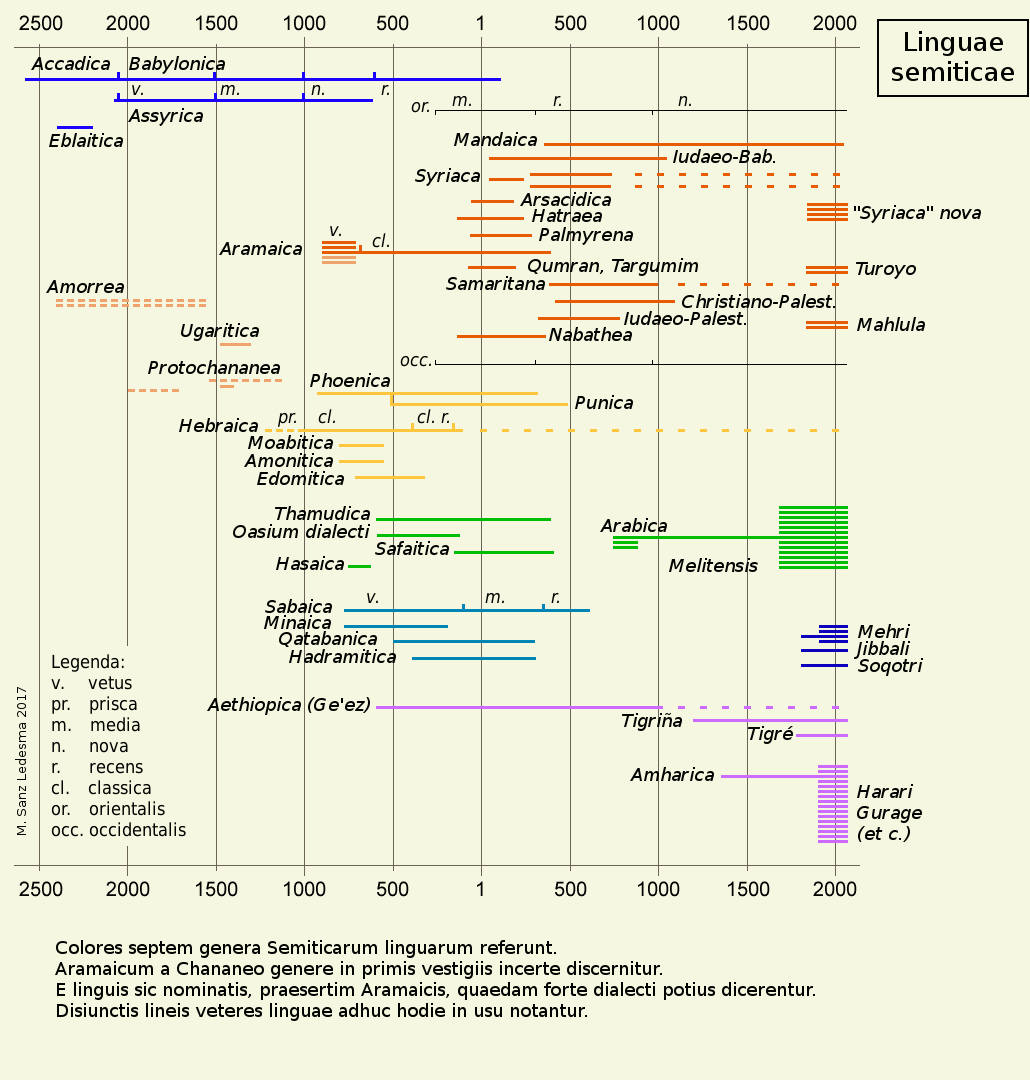

الجذر (بالأمهرية ሥር؛ بالعبرية שֹׁרֶשׁ؛ بالمالطية. Għerq) مصطلح في النحو العربي ولسانيات اللغات السامية، يعبر عن مجموعات من ثلاثة حروف أو أربعة، تتغير عن أوزان تنظم التحويل والصرف. في الصرف العربي، الجذر هو ثلاثة إلى خمسة أحرف أساسية تمثل أصل الكلمة، وتسمى الكلمات التي تبنى من هذه الحروف اشتقاقات.
وفي اللغة العربية تقاس الأوزان بالمقارنة مع جذر «فعل» أو «فعلن» إلخ.

## وصلات خارجية
- قائمة بالجذور على صفحة ويكاموس